# Гамма-функция

График гамма-функции действительной переменной

Гамма-функция — математическая функция. Была введена Леонардом Эйлером, а своим обозначением гамма-функция обязана Лежандру.
Гамма-функция чрезвычайно широко применяется в науке. Среди основных областей её применения — математический анализ, теория вероятностей, комбинаторика, статистика, атомная физика, астрофизика, гидродинамика, сейсмология и экономика. В частности, гамма-функция используется для обобщения понятия факториала на множества действительных и комплексных значений аргумента и расширения понятия производной на дробные значения.

## Определения

### Интегральное определение
Если вещественная часть комплексного числа {\displaystyle z} положительна, то гамма-функция определяется через абсолютно сходящийся интеграл
{\displaystyle \Gamma (z)=\int \limits _{0}^{+\infty }t^{z-1}e^{-t}\,dt,\quad z\in \mathbb {C} ,\quad \mathrm {Re} (z)>0}
Это определение было получено Лежандром из оригинального определения Эйлера (1730 г.)
{\displaystyle \Gamma (z)=\int \limits _{0}^{1}(-\ln {x})^{z-1}\,dx}
через замену переменной {\displaystyle x=e^{-t}}, и на сегодняшний день именно определение Лежандра известно как классическое определение гамма-функции. Интегрируя по частям классическое определение, легко видеть, что {\displaystyle \Gamma (z+1)=z\Gamma (z)}.
Для приближённого вычисления значений гамма-функции удобнее третья формула, также полученная из определения Эйлера путём применения равенства {\displaystyle \Gamma (z)=\Gamma (z+1)/z} и замены переменной {\displaystyle x=y^{2}}:
{\displaystyle \Gamma (z)={\frac {2^{z+1}}{z}}\int \limits _{0}^{1}y(-\ln {y})^{z}\,dy}.
Интеграл в этой формуле сходится при {\displaystyle \mathrm {Re} (z)>-1}, хотя она обычно используется для положительных вещественных значений аргумента (предпочтительные значения — вблизи 1). В случае вещественного аргумента {\displaystyle z>0} подынтегральная функция имеет единственную особую точку — устранимый разрыв при {\displaystyle y=0}, и если доопределить её в этой точке значением {\displaystyle 0}, она станет непрерывной на всём отрезке {\displaystyle [0;1]}. Таким образом, интеграл является собственным, что упрощает численное интегрирование.
Существует непосредственное аналитическое продолжение исходной формулы на всю комплексную плоскость, кроме целых чисел, называемое интегралом Римана — Ханкеля:
{\displaystyle \Gamma (z)={\frac {1}{e^{i2\pi z}-1}}\int \limits _{L}\!t^{\,z-1}e^{-t}\,dt,\quad z\in \mathbb {C} \setminus \mathbb {Z} }.
Здесь контур {\displaystyle L} — любой контур на комплексной плоскости, обходящий точку {\displaystyle t=0} против часовой стрелки, концы которого уходят на бесконечность вдоль положительной вещественной оси.
Последующие выражения служат альтернативными определениями гамма-функции.
Определение по Гауссу верно для всех комплексных {\displaystyle z}, за исключением 0 и отрицательных целых чисел:
{\displaystyle \Gamma (z)=\lim \limits _{n\to \infty }{\frac {(n-1)!\,n^{z}}{z(z+1)(z+2)\cdots (z+n-1)}},\quad z\in \mathbb {C} \setminus \{0,-1,-2,\ldots \}}.
Определение по Эйлеру
{\displaystyle \Gamma (z)={\frac {1}{z}}\prod _{n=1}^{\infty }{\frac {\left(1+{\frac {1}{n}}\right)^{\mathrm {z} }}{1+{\frac {\mathrm {z} }{n}}}},\quad z\in \mathbb {C} \setminus \{0,-1,-2,\ldots \}}.
Определение по Вейерштрассу:
{\displaystyle \Gamma (z)={\frac {e^{-\gamma z}}{z}}\prod _{n=1}^{\infty }\left(1+{\frac {z}{n}}\right)^{-1}e^{z/n},\quad z\in \mathbb {C} \setminus \{0,-1,-2,\ldots \}}.
где {\displaystyle \gamma =\lim \limits _{n\to \infty }\left(\sum \limits _{k=1}^{n}{\frac {1}{k}}-\ln {n}\right)\approx 0,57722} — постоянная Эйлера — Маскерони.
Иногда используется альтернативная, так называемая пи-функция, которая является обобщением факториала и связана с гамма-функцией соотношением {\displaystyle \Pi (z)=\Gamma (z+1)}. Именно этой функцией (а не {\displaystyle \Gamma }-функцией) пользовались Гаусс, Риман, и многие другие немецкие математики XIX века.

## Свойства

График модуля гамма-функции на комплексной плоскости.

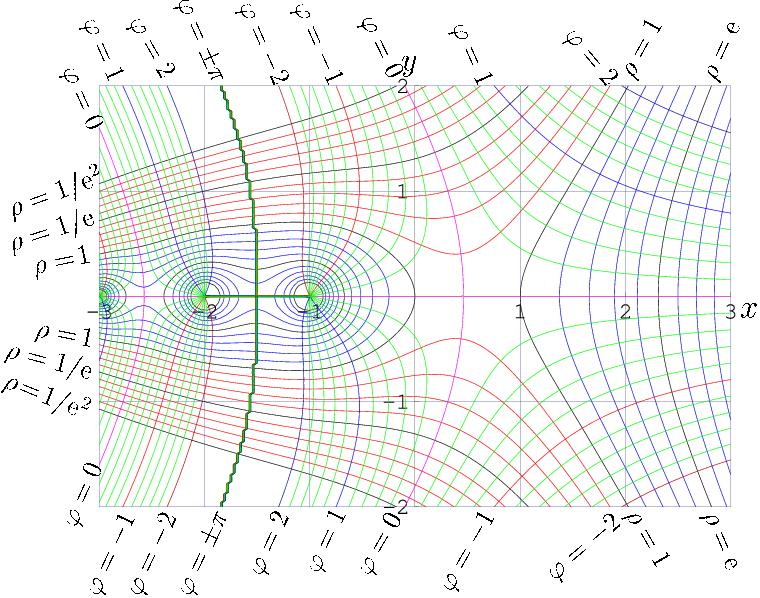
Амплитуда и фаза факториала комплексного аргумента.

Для любого целого неотрицательного n верно:
{\displaystyle \Gamma (n+1)=n!}.
Основное свойство гамма-функции — это её рекуррентное уравнение:
{\displaystyle \Gamma (z+1)=z\Gamma (z)},
которое при фиксированном начальном условии единственным образом определяет логарифмически выпуклое решение, то есть саму гамма-функцию (Теорема Бора — Моллерупа).
Для гамма-функции справедлива формула дополнения Эйлера:
{\displaystyle \Gamma (1-z)\Gamma (z)={\pi  \over \sin \pi z}}.
Также справедлива и формула умножения Гаусса:
{\displaystyle \Gamma (z)\Gamma \left(z+{\frac {1}{n}}\right)\cdots \Gamma \left(z+{\frac {n-1}{n}}\right)=n^{{\frac {1}{2}}-nz}\cdot (2\pi )^{\frac {n-1}{2}}\Gamma (nz)}.
Частный случай этой формулы при n=2 был получен Лежандром:
{\displaystyle \Gamma (z)\;\Gamma \left(z+{\frac {1}{2}}\right)=2^{1-2z}\;{\sqrt {\pi }}\;\Gamma (2z)}.
Гамма-функция не имеет нулей на всей комплексной плоскости. {\displaystyle \Gamma (z)} является мероморфной на комплексной плоскости и имеющей простые полюсы в точках {\displaystyle z=0,\;-1,\;-2,\;-3,\;\ldots }.
Гамма-функция имеет полюс первого порядка в {\displaystyle z=-n} для любого натурального {\displaystyle n} и нуля; вычет в этой точке задаётся так:
{\displaystyle \operatorname {\mathrm {Res} } _{z=-n}\,\Gamma (z)={\frac {(-1)^{n}}{n!}}}.
Полезное свойство, которое может быть получено из предельного определения:
{\displaystyle {\overline {\Gamma (z)}}=\Gamma ({\overline {z}})}.
Гамма-функция дифференцируема бесконечное число раз, и {\displaystyle \Gamma ^{\prime }(x)=\psi (x)\Gamma (x)}, где {\displaystyle \psi (x)}, часто называют «пси-функцией» или дигамма-функцией. Гамма-функция и бета-функция связаны следующим соотношением:
{\displaystyle \mathrm {B} (x,\;y)={\frac {\Gamma (x)\Gamma (y)}{\Gamma (x+y)}}}.
По теореме Бора — Моллерупа гамма-функция является единственной функцией, обладающей в области {\displaystyle x>1} одновременно тремя свойствами:
- {\displaystyle f(1)=1},
- {\displaystyle f(x+1)=xf(x)} для {\displaystyle x>0},
- {\displaystyle f} является логарифмически выпуклой функцией (то есть {\displaystyle \log f} — выпукла).

## Логарифм гамма-функции
По целому ряду причин наряду с гамма-функцией часто рассматривают и логарифм гамма-функции — первообразную дигамма-функции. Для него справедливы следующие интегральные представления:
{\displaystyle \ln \Gamma (z)\,=\,\left(z-{\frac {1}{\,2\,}}\right)\!\ln z-z+{\frac {1}{\,2\,}}\ln 2\pi +\!\int \limits _{0}^{\,\infty }\!\left[{\frac {1}{e^{x}-1}}-{\frac {1}{x}}+{\frac {1}{2}}\right]{\frac {e^{-xz}}{x}}\,dx\,,\qquad \operatorname {Re} {z}>0}
и
{\displaystyle \ln \Gamma (z)\,=\,\left(z-{\frac {1}{\,2\,}}\right)\!\ln z-z+{\frac {1}{\,2\,}}\ln 2\pi +2\!\int \limits _{0}^{\,\infty }\!{\frac {\,\operatorname {arctg} (x/z)\,}{e^{2\pi x}-1}}\,dx\,,\qquad \operatorname {Re} {z}>0}
данные Жаком Бине в 1839 году (эти формулы ещё часто называют первой и второй формулой Бине соответственно для логарифма гамма-функции). Несколько отличные интегральные формулы для логарифма гамма-функции также появлялись в работах Мальмстена, Лерха и некоторых других. Так, Мальмстен получил формулу, схожую с первой формулой Бине:
{\displaystyle \ln \Gamma (z)\,=\int \limits _{0}^{\,\infty }\!\left[z-1-{\frac {1-e^{-(z-1)x}}{1-e^{-x}}}\right]{\frac {e^{-x}}{x}}\,dx\,,\qquad \operatorname {Re} {z}>0}
а Лерх показывает, что все интегралы вида:
{\displaystyle \int \limits _{0}^{\,\infty }\!{\frac {\,e^{2\pi x}\!\cos \varphi -1\,}{e^{4\pi x}-2e^{2\pi x}\!\cos \varphi +1}}\operatorname {arctg} {\frac {u}{x}}\;dx\,,\qquad 0<u\leqslant 1\,,\quad 0<\varphi <2\pi u}
также сводятся к логарифмам гамма-функции. В частности, формула, аналогичная второй формуле Бине с «сопряжённым» знаменателем, имеет следующий вид:
{\displaystyle \ln \Gamma (z)=-{\biggl (}z-{\frac {1}{2}}{\biggr )}\cdot \left\{1-\ln {\biggl (}z-{\frac {1}{2}}{\biggr )}\!\right\}+{\frac {1}{2}}\ln 2\pi -\,2\!\int \limits _{0}^{\infty }\!{\frac {\operatorname {arctg} {\big [}x/{\big (}z-{\tfrac {1}{2}}{\big )}{\big ]}}{e^{2\pi x}+1}}\,dx,\qquad \operatorname {Re} {z}>{\frac {1}{2}}}
(см. упр. 40 в)
Кроме того, Мальмстен также получил ряд интегральных формул для логарифма гамма-функции, содержащих гиперболические функции с логарифмом в подынтегральном выражении (или, что то же, логарифм логарифма с полиномами). В частности,
{\displaystyle \ln \Gamma (z)=\,{\frac {1}{2}}\ln \pi \,-\,{\frac {1}{2}}\ln \sin \pi z\,-\,{\frac {2z-1}{2}}\ln 2\pi \,-\,{\frac {\sin 2\pi z}{2\pi }}\!\int \limits _{0}^{\infty }\!\!{\frac {\,\ln {x}\,}{\,\operatorname {ch} {x}-\cos 2\pi z\,}}\,dx\,,\qquad 0<\operatorname {Re} z<1}
(см. упр. 2, 29-h, 30 в)
Ярослав Благушин показал, что при рациональном аргументе {\displaystyle z=k/n}, где {\displaystyle k} и {\displaystyle n} целые положительные числа, такие, что {\displaystyle k} не превосходит {\displaystyle n}, справедливо следующее представление:
{\displaystyle \ln \Gamma {\biggl (}\!{\frac {k}{n}}\!{\biggr )}={\frac {(n-2k)\ln 2\pi }{2n}}+{\frac {1}{2}}\left\{\ln \pi -\ln \sin {\frac {\pi k}{n}}\right\}+}
{\displaystyle +{\frac {1}{\pi }}\!\sum _{r=1}^{n-1}{\frac {\gamma +\ln {r}}{r}}\cdot \sin {\frac {2\pi rk}{n}}-{\frac {1}{2\pi }}\sin {\frac {2\pi k}{n}}\cdot \!\int \limits _{0}^{\infty }\!\!{\frac {\,e^{-nx}\!\cdot \ln {x}\,}{\,\operatorname {ch} {x}-\cos {\dfrac {2\pi k}{n}}\,}}\,dx\,,\qquad k\neq {\frac {n}{2}}}
(см. приложение C, а также упр. 60 и 58)
Более того, и в более общих случаях интегралы, содержащие гиперболические функции с логарифмом (или арктангенсом) в подынтегральном выражении, часто сводятся к логарифмам гамма-функции и её производным, в том числе и комплексного аргумента, см. напр. упр. 4-b, 7-а и 13-b в.
Логарифм гамма-функции также тесно связан с аналитическим продолжением обобщённой дзета-функции
{\displaystyle \ln \Gamma (z)=\zeta '(0,z)-\zeta '(0)=\zeta '(0,z)+{\frac {1}{2}}\ln 2\pi }
Это важнейшее взаимоотношение, выведенное Лерхом, позволяет получить большое количество интегральных представлений для логарифма гамма-функции через известные формулы для обобщённой дзета-функции.
Ряд Фурье для логарифма гамма-функции имеет следующий вид
{\displaystyle \ln \Gamma (x)=\left({\frac {1}{2}}-x\right)(\gamma +\ln 2)+(1-x)\ln \pi -{\frac {1}{2}}\ln \sin \pi x+{\frac {1}{\pi }}\sum _{n=1}^{\infty }{\frac {\sin 2\pi nx\cdot \ln {n}}{n}}\,,\qquad 0<x<1}
Эта формула обычно приписывается Эрнсту Куммеру, который её вывел в 1847 г. (в авторитетной литературе этот ряд даже называется рядом Куммера для логарифма гамма-функции). Однако недавно было открыто, что эта формула была получена ещё в 1842 г. Карлом Мальмстеном (см. Ярослав Благушин).
| b | {\displaystyle \underbrace {^{^{^{^{^{a}.}.}.}a}a} _{b}}                      |
| - | ----------------------------------------------------------------------------- |
| 1 | 1, 2, 3, 4, 5, ...                                                            |
| 2 | 1, 4, 7 625 597 484 987, {\displaystyle \exp _{10}^{3}(2{,}18726)}, ...       |
| 3 | 1, 65 536, {\displaystyle \exp _{10}^{7\,625\,597\,484\,986}(1{,}09902)}, ... |
| 4 | 1, {\displaystyle \exp _{10}^{65\,533}(4{,}29508)}, ...                       |

Помимо разложения в ряд Фурье, существуют и другие разложения в ряды. Одно из самых известных это ряд Стирлинга
{\displaystyle \ln \Gamma (z)=\left(z-{\frac {1}{\,2\,}}\right)\!\ln z-z+{\frac {1}{\,2\,}}\ln 2\pi +\sum _{n=1}^{N}{\frac {B_{2n}}{2n(2n-1)z^{2n-1}}}+O(z^{-2N-1})\,,\qquad |\arg z|<{\frac {\pi }{2}}}
В его стандартной вариации
{\displaystyle \ln \Gamma (z)=z\ln z+O(z)}
где коэффициенты {\displaystyle B_{2n}} означают числа Бернулли.
| a | {\displaystyle \underbrace {^{^{^{^{^{a}.}.}.}a}a} _{b}}                                           |
| - | -------------------------------------------------------------------------------------------------- |
| 1 | 1, 1, 1, 1, 1, ...                                                                                 |
| 2 | 2, 4, 65 536, {\displaystyle \exp _{10}^{65\,533}(4{,}29508)}, ...                                 |
| 3 | 3, 7 625 597 484 987, {\displaystyle \exp _{10}^{7\,625\,597\,484\,986}(1{,}09902)}, ...           |
| 4 | 4, {\displaystyle \exp _{10}^{3}(2{,}18726)}, {\displaystyle \exp _{10}^{4[4]4-1}(2{,}18726)}, ... |

Из определения гамма-функции по Вейерштрассу следует ещё одно важное представление рядом
{\displaystyle \ln \Gamma (z)=-\gamma z-\ln z+\sum _{n=1}^{\infty }\left[{\frac {z}{n}}-\ln \!\left(1+{\frac {z}{n}}\right)\right]}.

## Частные значения
Гамма-функция целого и полуцелого аргументов выражается через элементарные функции. В частности
{\displaystyle \Gamma (1)=0!=1}
{\displaystyle \Gamma (2)=1!=1}
{\displaystyle \Gamma (3)=2!=2}
{\displaystyle \Gamma (4)=3!=6}
{\displaystyle \Gamma (5)=4!=24}
{\displaystyle \Gamma \left({\tfrac {1}{2}}\right)={\sqrt {\pi }}}.
{\displaystyle \Gamma \left({\tfrac {3}{2}}\right)={\tfrac {1}{2}}{\sqrt {\pi }}}.
{\displaystyle \Gamma \left({\tfrac {5}{2}}\right)={\tfrac {3}{4}}{\sqrt {\pi }}}.
{\displaystyle \Gamma \left({\tfrac {7}{2}}\right)={\tfrac {15}{8}}{\sqrt {\pi }}}.
{\displaystyle \Gamma \left(-{\tfrac {1}{2}}\right)=-2{\sqrt {\pi }}}.
{\displaystyle \Gamma \left(-{\tfrac {3}{2}}\right)={\tfrac {4}{3}}{\sqrt {\pi }}}.
{\displaystyle \Gamma \left({\tfrac {1}{2}}+n\right)={(2n)! \over 4^{n}n!}{\sqrt {\pi }}={\frac {(2n-1)!!}{2^{n}}}\,{\sqrt {\pi }}={\sqrt {\pi }}\cdot \left[{n-{\frac {1}{2}} \choose n}n!\right]}
{\displaystyle \Gamma \left({\tfrac {1}{2}}-n\right)={(-4)^{n}n! \over (2n)!}{\sqrt {\pi }}={\frac {(-2)^{n}}{(2n-1)!!}}\,{\sqrt {\pi }}={\sqrt {\pi }}/\left[{-{\frac {1}{2}} \choose n}n!\right]}
Поиск значения гамма-функции в точках 1/4 и 1/3 являлся объектом подробных изысканий Эйлера, Гаусса и Лежандра, однако им не удалось подсчитать эти значения в замкнутом виде.
Существуют следующие представления в незамкнутом виде для {\displaystyle \Gamma (1/4)}:
{\displaystyle \Gamma \left({\tfrac {1}{4}}\right)={\sqrt {\frac {(2\pi )^{\frac {3}{2}}}{\mathrm {AGM} ({\sqrt {2}},1)}}}}
{\displaystyle \Gamma \left({\tfrac {1}{4}}\right)=(2\pi )^{\frac {3}{4}}\prod _{k=1}^{\infty }\mathrm {th} \left({\frac {\pi k}{2}}\right)}
{\displaystyle \Gamma \left({\tfrac {1}{4}}\right)=A^{3}e^{-{\frac {G}{\pi }}}{\sqrt {\pi }}2^{\frac {1}{6}}\prod _{k=1}^{\infty }\left(1-{\frac {1}{2k}}\right)^{k(-1)^{k}}}
где AGM — функция арифметико-геометрического среднего, G — постоянная Каталана и A — постоянная Глейшера — Кинкелина.

## Обобщения
В классическом интегральном определении гамма-функции пределы интегрирования фиксированы. Рассматривают также неполную гамма-функцию, определяемую аналогичным интегралом с переменным верхним либо нижним пределом интегрирования. Различают верхнюю неполную гамма-функцию, часто обозначаемую как гамма-функцию от двух аргументов:
{\displaystyle \Gamma (z,a)=\int \limits _{\mathrm {a} }^{\infty }\!{t^{z-1}e^{-t}\,dt}}
и нижнюю неполную гамма-функцию, аналогично обозначаемую строчной буквой «гамма»:
{\displaystyle \gamma (z,a)=\int \limits _{0}^{\mathrm {a} }\!{t^{z-1}e^{-t}\,dt}}.
Иногда неполную гамма-функцию определяют как:
{\displaystyle I(z,a)={\frac {1}{\Gamma (z)}}\int \limits _{0}^{\mathrm {a} }\!{t^{z-1}e^{-t}\,dt}}.

## Вычисление интегралов
Важным применением Гамма функции служит сведение к ней интегралов следующего вида, где {\displaystyle a,\alpha ,\beta } — постоянные параметры
{\displaystyle \int _{0}^{\infty }x^{\alpha }\exp(-ax^{\beta })\,dx=a^{-{\frac {\alpha +1}{\beta }}}\cdot {\frac {1}{\beta }}\Gamma \left({\frac {\alpha +1}{\beta }}\right)}
После вынесения параметра:
{\displaystyle \int _{0}^{\infty }x^{\alpha }\exp(-ax^{\beta })\,dx=a^{-{\frac {\alpha +1}{\beta }}}\int _{0}^{\infty }\left(a^{1/\beta }x\right)^{\alpha }\exp {\Big [}-(a^{1/\beta }x)^{\beta }{\Big ]}\,d\left(a^{1/\beta }x\right)}
Внесения дифференциала:
{\displaystyle a^{-{\frac {\alpha +1}{\beta }}}\int _{0}^{\infty }\kappa ^{\alpha }\exp(-\kappa ^{\beta })\,d\kappa ={\dfrac {a^{-{\frac {\alpha +1}{\beta }}}}{\beta }}\int _{0}^{\infty }\kappa ^{\alpha +1-\beta }\exp(-\kappa ^{\beta })\,d\kappa ^{\beta }}
И замены переменной:
{\displaystyle {\dfrac {a^{-{\frac {\alpha +1}{\beta }}}}{\beta }}\int _{0}^{\infty }\varkappa ^{{\frac {\alpha +1}{\beta }}-1}\exp(-\varkappa )\,d\varkappa =a^{-{\frac {\alpha +1}{\beta }}}\cdot {\frac {1}{\beta }}\Gamma \left({\frac {\alpha +1}{\beta }}\right)}
■
В частности, для широко встречающихся в приложениях физики интегралов Гауссова типа:
{\displaystyle \int _{0}^{\infty }x^{\alpha }\exp(-x^{2}/a^{2})\,dx=a^{\alpha +1}\cdot {\frac {1}{2}}\Gamma \left({\frac {\alpha +1}{2}}\right)}
и эйлеровых интегралов:
{\displaystyle \int _{0}^{\infty }x^{\alpha }\exp(-x/a)\,dx=a^{\alpha +1}\cdot \Gamma \left(\alpha +1\right)}